# Sherri Howard
Sherri Frances Howard, ameriška atletinja, * 1. junij 1962, Sherman, Teksas, ZDA.
Nastopila je na poletnih olimpijskih igrah v letih 1984 in 1988, leta 1984 je osvojila naslov olimpijske prvakinje v štafeti 4×400 m, leta 1988 pa srebrno medaljo v isti disciplini.
Tudi njena sestra Denean Howard je bila šprinterka.